# Bống là ai?
Bống là ai? là album phòng thu thứ mười bốn của nữ ca sĩ người Việt Nam Hồng Nhung, do công ty Viết Tân Studio phát hành vào ngày 11 tháng 3 năm 2023. Được hiện thực hóa từ ý nguyện của cố nhạc sĩ Trịnh Công Sơn trong việc thể hiện các nhạc phẩm của ông theo phong cách jazz với âm hưởng văn hóa Pháp, album là thành quả hợp tác giữa cô và các nhạc sĩ đến từ nhiều quốc gia khác nhau như Jean Sabatien Simonovier, Michal Lech, Pong Nakornchai, Sylvain Garnon, Clara Simonovier, Nguyên Lê và Quyền Thiện Đắc. Tiêu đề abum được lấy từ câu kết của bài hát "Bống bồng ơi" mà Trịnh Cộng Sơn viết tặng nữ ca sĩ vào năm 1993.
Album được ra mắt giới hạn với 1.000 bản đĩa than, cùng với hai buổi hòa nhạc cùng tên Bống là ai? tổ chức tại Nhà hát Lớn Hà Nội vào ngày 11 và 12 tháng 3 năm 2023 và một triển lãm những bức ảnh hiếm của Hồng Nhung và Trịnh Công Sơn. Phiên bản nhạc số của album được phát hành vào ngày 28 tháng 2 năm 2024, nhân dịp kỷ niệm 85 năm ngày sinh của nhạc sĩ.

## Bối cảnh
Hồng Nhung là một trong số những nữ ca sĩ gắn bó thân thiết với cố nhạc sĩ Trịnh Công Sơn trong quãng thời gian 10 năm cuối đời của ông. Ông đã sáng tác cho cô ba bài hát, trong đó lấy biệt danh của cô để đặt nhan đề "Bống bồng ơi", "Bống không là bống" và "Thuở bống là người". Năm 1993, Trịnh Công Sơn đưa Hồng nhung đi thu âm album Bống bồng ơi tại phòng thu trên gác của một nhà hát bỏ hoang. Khi thu bài "Còn mãi tìm nhau", cô có hát vài giai điệu theo phong cách jazz và bất ngờ được nhạc sĩ khen hay. Ông gợi ý cô làm một chương trình âm nhạc blue jazz với âm hưởng văn hóa Pháp; tuy nhiên ý nguyện của nhạc sĩ bị lãng quên gần 30 năm, cho đến khi Hồng Nhung phải ở lại Pháp vì những ảnh hưởng của đại dịch COVID-19. Trong hai năm sống tại đất nước này, nữ ca sĩ dành thời gian học ngôn ngữ bản địa, tìm hiểu và thưởng thức nghệ thuật Pháp cũng như giao lưu với các nghệ sĩ địa phương, và từ đó nảy ra ý định thực hiện một dự án âm nhạc Trịnh Công Sơn theo phong cách blues và jazz.
Ngoài Bống bồng ơi (1994), Hồng Nhung đã thu âm hai album nhạc Trịnh khác là Thuở bống là người (2003) và Như cánh vạc bay (2006). Thời mới thể hiện nhạc Trịnh, nữ ca sĩ vấp phải nhiều lời chỉ trích từ công chúng, tuy nhiên cô vẫn được Trịnh Công Sơn bênh vực khi cho rằng cô đã đem tới được hơi thở của thế hệ mới cho âm nhạc của ông.
"Bống là ai?" vốn là ba tiếng được cắt từ câu hát "Bống này bống là ai" – lời kết của bài hát "Bống bồng ơi" mà Trịnh Cộng Sơn viết tặng nữ ca sĩ. Việc sử dụng ba tiếng này làm tên album Bống là ai? cũng như tên của hai đêm nhạc quảng bá cho album, theo Hồng Nhung là một sự "dịu dàng, giản dị mà thân mật, dễ thương", đồng thời ba tiếng này cũng là "một câu hỏi không có đoạn kết".

## Thu âm
Năm 2021, Hồng Nhung phải ở lại Pháp vì những ảnh hưởng của đại dịch COVID-19. Cô gặp một số cộng sự ăn ý như nhà sản xuất Jean-Sébastien Simonoviez, nghệ sĩ guitar Nguyên Lê và tay trống Joël Allouche nên quyết tâm thực hiện album, phối lại các ca khúc nhạc Trịnh kinh điển. Các bài hát trong album được thu âm trực tiếp tại phòng thu La Buissonne, với phần master âm thanh do Mark Levinson đảm nhiệm.

## Bài hát
Các bài hát trong album được Hồng Nhung thể hiện bằng cả tiếng Việt, một số bài hát được thể hiện thêm bằng tiếng Pháp, cùng phần khí nhạc được phối theo phong cách blues và jazz với âm hưởng văn hóa Pháp.
Bài hát thứ năm của album là "Nhớ mùa thu Hà Nội" – bài hát được nhạc sĩ sáng tác tại Hà Nội vào năm 1985 và được Hồng Nhung biểu diễn lần đầu tiên tại Nhà hát Lớn Hà Nội vào năm 1997, khi cô mới 23 tuổi. "Cuối cùng cho một tình yêu" là bài hát thứ sáu của album, vốn ban đầu là một bài thơ do Trịnh Cung sáng tác vào năm 1958 ở Huế và được Trịnh Công Sơn phổ nhạc vào khoảng giữa năm 1959.
Bài hát kết thúc album là "Bống bồng ơi", vốn là một nhạc phẩm được Trịnh Công Sơn sáng tác vào năm 1993 để nhờ một người bạn gửi tới Hồng Nhung sau khi ông biết cô vì giận ông nên đã bay ra Hà Nội. Thời điểm nhạc sĩ sáng tác bài hát cũng là lần đầu tiên ông biết được biệt danh ở nhà của nữ ca sĩ là "Bống". Về bài hát này, Hồng Nhung cho biết Trịnh Công Sơn đã "ví tôi là nắng vàng, vì anh thích vẻ đẹp của nắng. Nắng đẹp là thế, nhưng không sao nắm bắt được, chỉ có thể nhìn ngắm thôi". Phiên bản "Bống bồng ơi" trong album được Hồng Nhung thể hiện bằng tiếng Pháp, với sự góp giọng của nữ ca sĩ Clara Simonovier.

## Phát hành và quảng bá
Phiên bản đĩa than của Bống là ai? được hát hành giới hạn 1000 bản và không tái bản. Phiên bản nhạc số của Bống là ai? được phát hành trên các nền tảng trực tuyến như Spotify, iTunes và Apple Music vào ngày 28 tháng 2 năm 2024, nhân dịp kỷ niệm 85 năm ngày sinh của nhạc sĩ Trịnh Công Sơn. Phiên bản này có thời lượng và cách master khác với bản đĩa than đã được phát hành trước đó.

### Hòa nhạcBống là ai?
Cùng với việc phát hành album phòng thu, hai buổi hòa nhạc cùng tên Bống là ai? được tổ chức tại Nhà hát Lớn Hà Nội vào ngày 11 và 12 tháng 3 năm 2023. Buổi diễn có sự tham gia trình diễn của nghệ sĩ piano, trumpet Pháp Jean Sabatien Simonovier, nghệ sĩ cello Ba Lan Michal Lech, nghệ sĩ Thái Lan Pong Nakornchai, nghệ sĩ cello Pháp Sylvain Garnon, ca sĩ Pháp Clara Simonovier, nghệ sĩ guitar Nguyên Lê và nghệ sĩ saxophone Quyền Thiện Đắc. Kịch bản chương trình được xây dựng từ những kỷ niệm giữa Hồng Nhung và Trịnh Công Sơn, sử dụng kỹ thuật trình chiếu độc đáo với gam màu trắng đen monochrome làm chủ đạo. Phần trang phục của Hồng Nhung và các nhạc công cũng sử dụng hai màu trắng và đen do nhà thiết kế Thủy Nguyễn đảm nhiệm. Trong đêm nhạc, Hồng Nhung đóng vai trò ca sĩ kiêm nhà sản xuất, 20 bài hát nhạc Trịnh mà cô biểu diễn đều được phối khí theo phong cách blues và jazz, kết hợp giữa màu sắc âm nhạc của Việt Nam và Pháp. Buổi tập đầu tiên của Hồng Nhung để chuẩn bị cho đêm nhạc diễn ra vào ngày 7 tháng 3 năm 2023.
Đêm nhạc kéo dài ba tiếng đồng hồ, mở đầu với màn công chiếu video âm nhạc "Simple Beauty" – một bài hát do Hồng Nhung tự sáng tác. Ở tiết mục mở đầu, nữ ca sĩ xuất hiện sau tấm vải mỏng trong suốt và treo người trên dải lụa, đứng trên bàn xoay, xung quanh là các nhạc công mặc đồ đen trắng; sân khấu được ứng dụng kỹ thuật trình chiếu làm đánh lừa thị giác người xem. Bài hát "Như cánh vạc bay" được Hồng Nhung và Clara Simonovier trình bày bằng cả tiếng Việt lẫn tiếng Pháp, và Clara Simonovier cũng thể hiện đơn ca phiên bản chuyển ngữ tiếng Pháp của bài hát "Quỳnh hương". Một số bài hát được nữ ca sĩ biểu diễn trong đêm nhạc bao gồm "Bống không là bống", "Vết lăn trầm", "Cuối cùng cho một tình yêu" với giai điệu nhẹ nhàng, và các bài hát mang tiết tấu nhanh như "Biết đâu nguồn cội", "Ở trọ".  Màn trình diễn "song ca" giữa Hồng Nhung và phiên bản hồi trẻ của chính cô trong bài hát "Nhớ mùa thu Hà Nội" được Thiên Điểu của Tuổi Trẻ Online ví như bao trọn "cái trong sáng, ngây thơ của cô gái đôi mươi đang hạnh phúc bên người nhạc sĩ lớn, lẫn cái đằm thắm, sâu xa, nồng nàn của người đàn bà đã tắm gội đủ nước thời gian". Trong khi biểu diễn bài hát, video hình ảnh Hồng Nhung thể hiện bài hát này năm 23 tuổi được chiếu trên màn hình sân khấu, cùng với đó là cảnh nhạc sĩ Trịnh Công Sơn lên tặng hoa cho cô. Trong đêm nhạc, ngoài bài hát kết thúc đêm nhạc "Simple Beauty" (mashup cùng với "Bống bồng ơi") do Michal Lech phối khí, nữ ca sĩ cũng trình diễn một bài hát khác do cô tự sáng tác là "Giấc mơ tôi (My Dream)" – từng được cô ghi âm và đưa vào trong album Phố à, phố ơi... (2017).
Hai buổi hòa nhạc nhận được nhiều lời tán dương từ giới chuyên môn cũng như khán giả. Thiên Điểu của Tuổi Trẻ Online nhận xét Hồng Nhung xuyên suốt buổi diễn là "cô Bống tuổi trung niên nhún nhảy, lắc lư, 'phiêu' cùng âm nhạc như thể đó chẳng phải là cô Bống, càng chẳng phải đêm nhạc Trịnh", và cái sự phóng khoáng đó là "của người đàn bà mặn vị đời hoàn toàn đã biết làm chủ cái hoang dại của mình mà tự tin thả dây cương". Phan Cao Tùng của Thanh Niên thì ví cách hát của Hồng Nhung là "nhẹ nhàng, vuốt ve, nâng niu từng ca từ của Trịnh Công Sơn". Cây viết Hà Thu của VnExpress thì ví "Hồng Nhung – 'người đàn bà trẻ con' như Trịnh Công Sơn thường gọi – hát tựa như chơi đùa, như chính câu mà cô yêu thích trong 'Thuở bống là người': 'Bống đùa biển khơi. Bống đùa núi đồi. Bống đùa đùa tôi'."

### Triển lãm ảnhGiọt nước rơi trên kính
Một triển lãm ảnh mang tên Giọt nước rơi trên kính: Trịnh Công Sơn & Hồng Nhung – Những khung hình đơn sắc được tổ chức tại Quận 1, Thành phố Hồ Chí Minh vào tháng 4 năm 2023. Triển lãm trưng bày những hình ảnh hiếm về Trịnh Công Sơn và Hồng Nhung được nhiếp ảnh gia Dương Minh Long thực từ cách đây hơn 30 năm, cùng với bộ ảnh đơn sắc được chụp tại hai đêm nhạc Bống là ai? tại Hà Nội. Nhiều trong số các bức ảnh trong triển lãm Hồng Nhung chưa từng biết tới, nhiều khoảnh khắc cô cũng không nhớ được chụp vào thời điểm nào. Tên triển lãm được lấy theo cách ví von của Trịnh Công Sơn cho tiếng bấm máy ảnh "nghe như giọt nước vỡ rơi trên mặt kính!"

## Danh sách bài hát
Tất cả các bài hát do Trịnh Công Sơn sáng tác.
| Bống là ai? | Bống là ai?                                       | Bống là ai?    | Bống là ai? |
| STT         | Nhan đề                                           | Sáng tác       | Thời lượng  |
| ----------- | ------------------------------------------------- | -------------- | ----------- |
| 1.          | "Tình sầu"                                        | Trịnh Công Sơn | 4:59        |
| 2.          | "Ru ta ngậm ngùi"                                 | Trịnh Công Sơn | 5:32        |
| 3.          | "Như cánh vạc bay" (hợp tác với Clara Simonoviez) | Trịnh Công Sơn | 4:48        |
| 4.          | "Vết lăn trầm"                                    | Trịnh Công Sơn | 6:00        |
| 5.          | "Nhớ mùa thu Hà Nội"                              | Trịnh Công Sơn | 5:40        |
| 6.          | "Cuối cùng cho một tình yêu"                      | Trịnh Công Sơn | 4:31        |
| 7.          | "Ở trọ"                                           | Trịnh Công Sơn | 3:52        |
| 8.          | "Bống bồng ơi"                                    | Trịnh Công Sơn | 6:50        |

## Đội ngũ thực hiện
Nguồn được tổng hợp từ thông tin ghi chú album Bống là ai?.

### Sản xuất
- Sáng tác – Trịnh Công Sơn
- Chuyển soạn – Jean-Sébastien Simonoviez
- Guitar – Nguyên Lê
- Trống – Joël Allouche
- Piano và trumpet – Jean-Sébastien Simonoviez
- Saxophone – Quyền Thiện Đắc
- Bass – Dominique Di Piazza
- Ca sĩ – Hồng Nhung, Clara Simonoviez
- Kỹ sư âm thanh – Mattéo Fontaine
- Hòa âm, phối khí – Gérard de Haro
- Master – Mark Levinson
- Sản xuất – Lê Hồng Nhung

### Bìa đĩa
- Giám đốc sáng tạo – Cao Trung Hiếu
- Nhiếp ảnh – Gerhard Heusch
- Thiết kế đồ họa – Smaller Than Three

## Lịch sử phát hành
| Khu vực        | Ngày                | Định dạng          | Hãng đĩa        | Nguồn  |
| -------------- | ------------------- | ------------------ | --------------- | ------ |
| Việt Nam       | 11 tháng 3 năm 2023 | Đĩa than           | Viết Tân Studio |        |
| Nhiều quốc gia | 28 tháng 2 năm 2024 | Nhạc số, streaming | Yin Yang Media  | [ 11 ] |